# Ligger

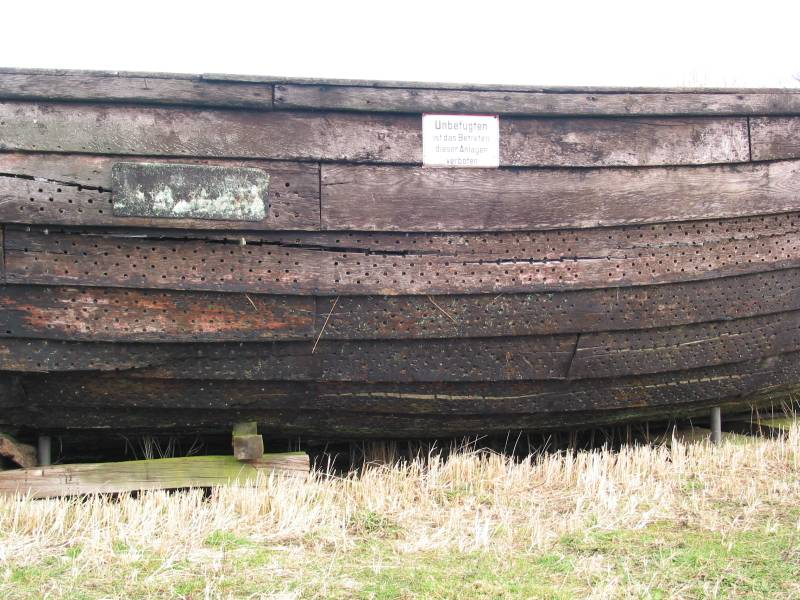
Bordwand eines Liggers

Als Ligger bezeichnet man Bootskörper, die nicht mehr aktiv als Fahrzeug verwendet werden. In der Vergangenheit wurden diese abgelegten Bootskörper (Lieger – niederdeutsch Ligger) als Lager für Utensilien, Werkzeuge und auch als Hältergefäß für lebende Fische genutzt.
Zur Aufbewahrung für lebenden Fisch wurden meist ausgediente Fischereifahrzeuge verwendet, die bereits einen durchlöcherten und wasserdurchfluteten Fischraum hatten (Pommern: Deken; Nordsee: Bünn). Diese Ligger lagen vorwiegend nahe der Fischerplätze.
Ligger, die als Hältergefäß für Lebendfisch gebaut wurden, nennt man Drewel (Drebel; Dräwel). Der Drewel ist wie ein Bootskörper gestaltet und ist in mehrere, meist vier bis fünf, Sektionen unterteilt. Der Wasserraum ist durch wasserdichte Schotten vom restlichen Bootskörper getrennt, so dass durch das Vor- und Achterschiff der Auftrieb erhalten bleibt. Die Zwischenwände der mittleren Sektionen für die Aufbewahrung der Fische sind lediglich lose verbrettert, um verschiedene Fischarten getrennt voneinander halten zu können. Um eine ausreichende Versorgung der Fische mit Wasser zu erreichen, wurden die Ligger vorzugsweise im fließenden Wasser zum Beispiel an Flussufern oder Schleusen festgemacht, so dass sie von Wasser durchströmt wurden. In Pommern waren Ligger bis in die 1960er-Jahre gebräuchlich, so in Lauterbach und in Seedorf auf Rügen und auch in Wolgast. Der letzte noch erhaltene, als Hältergefäß gebaute Drewel ist in Göhren aufgelegt und stammt aus Seedorf.